# Een ster (Stan Van Samang)
Een ster is een single van de Belgische zanger Stan Van Samang. Het is een cover van de gelijknamige single van Christoff, die gemaakt werd tijdens het programma Liefde voor muziek. 
Het nummer had een groot succes in de Belgische hitlijst. Het nummer stond twee weken op 1 in de Ultratop 50 (Vlaanderen) en stond meer dan 50 weken in de hitlijst van Vlaamse nummers. Het nummer staat op het album Liefde voor publiek dat in april 2015 werd uitgebracht. 
Het liedje is een vertaling van het oorspronkelijke Duitse liedje uit 1998 van de Oostenrijker Nikolaus Presnik en telt vele covers in 30 talen.